# Lisa Rowe
Lisa Rowe es un personaje del libro Inocencia interrumpida, escrito por Susanna Kaysen, donde relata sus experiencias en un hospital psiquiátrico en el cual fue paciente a fines de los años 1960.
Tanto en el libro como en la  adaptación al cine del mismo nombre, se muestra como una mujer manipuladora y fría, que sufre un trastorno antisocial de la personalidad.
En la película de 1999, el rol de Lisa fue interpretado por Angelina Jolie, actuación dramática que le valió ganar el Premio Óscar en el año 2000, como Mejor Actriz de Reparto.

## Descripción
Lisa es una mujer joven, ingresada al Hospital psiquiátrico McLean (en el libro; Claymore en la película) por lo que parece ser un trastorno antisocial de la personalidad. Escapa a menudo del centro, sin embargo, siempre es encontrada y vuelve a ser admitida en el lugar.
Lisa ve a los pacientes como objetos, y generalmente su trato con las personas es impredecible: en algunas ocasiones actúa de manera amable, mientras que en otras enfrenta con extrema crueldad y frialdad a las demás internas. Disfruta peleando o amedrentando a enfermeras y médicos del centro. Es carismática y seductora, y parece no tener problemas en asumir su trastorno, mostrándose incluso orgullosa de tenerlo.
La mayoría del tiempo da líos por no tomar sus medicamentos, sin embargo, se deja en suspenso una relación con las píldoras e inyecciones (en el libro se revela que fue drogadicta) ya que en oportunidades abusa de ellos.

## Diferencias entre libro y adaptación cinematográfica
Si bien, tanto en el libro y en su adaptación al cine, el personaje comparte las mismas características que la distinguen, existen ciertos puntos que marcan diferencias.
En la memoria de 1993, se describe que Lisa tiene contacto con un familiar: su hermano; esto no es mencionado ni visto en la película, donde se muestra que tiene nula relación con sus padres, siendo los únicos de sus parientes que se mencionan.
También, en el libro, ella tiene un abogado que al parecer es ocupado para amenazar al personal del psiquiátrico. En el filme de 1999, Lisa amenaza frecuentemente contra doctores y enfermeras, pero no se muestra a ningún abogado que la ayude en esta función: solo causa líos ella misma.
La última gran diferencia es acerca de su destino, luego de que Susanna se marcha del psiquiátrico Claymore:
- Al final de la película, Susanna relata que se volvió a encontrar con algunas de las pacientes, mientras que con otras perdió el contacto para siempre. Cuando menciona lo primero, se muestra en la pantalla, a Lisa por lo que puede interpretarse que probablemente se encontraron.

- Al término del libro, Susanna narra que se reencontró con Georgina, una de las pacientes, y que un día vio a Lisa con un niño (su hijo) subiendo a un tren, pareciéndole que estaba sana.

## Rol en la película
En Girl, Interrupted de 1999, se gana por medio de su atractiva personalidad, la amistad de Susanna (Winona Ryder), la protagonista.
Lisa es la paciente que más problemas causa al interior de Claymore; es la que más llama la atención de Susanna por su manera de actuar, convirtiéndose en parte, en la perfecta encarnación de la locura y rebeldía que una persona logra experimentar padeciendo un trastorno de personalidad. 
Demuestra su frialdad al menospreciar a Daisy (Brittany Murphy), a quién finalmente encara en su propia casa. Ese enfrentamiento causa, indirectamente, el suicidio de Daisy y si bien logra una estrecha relación con Susanna a través de los meses, es su antítesis, y logra provocar una rebelión en contra de ella (constituyendo ese hecho el clímax de la película).  

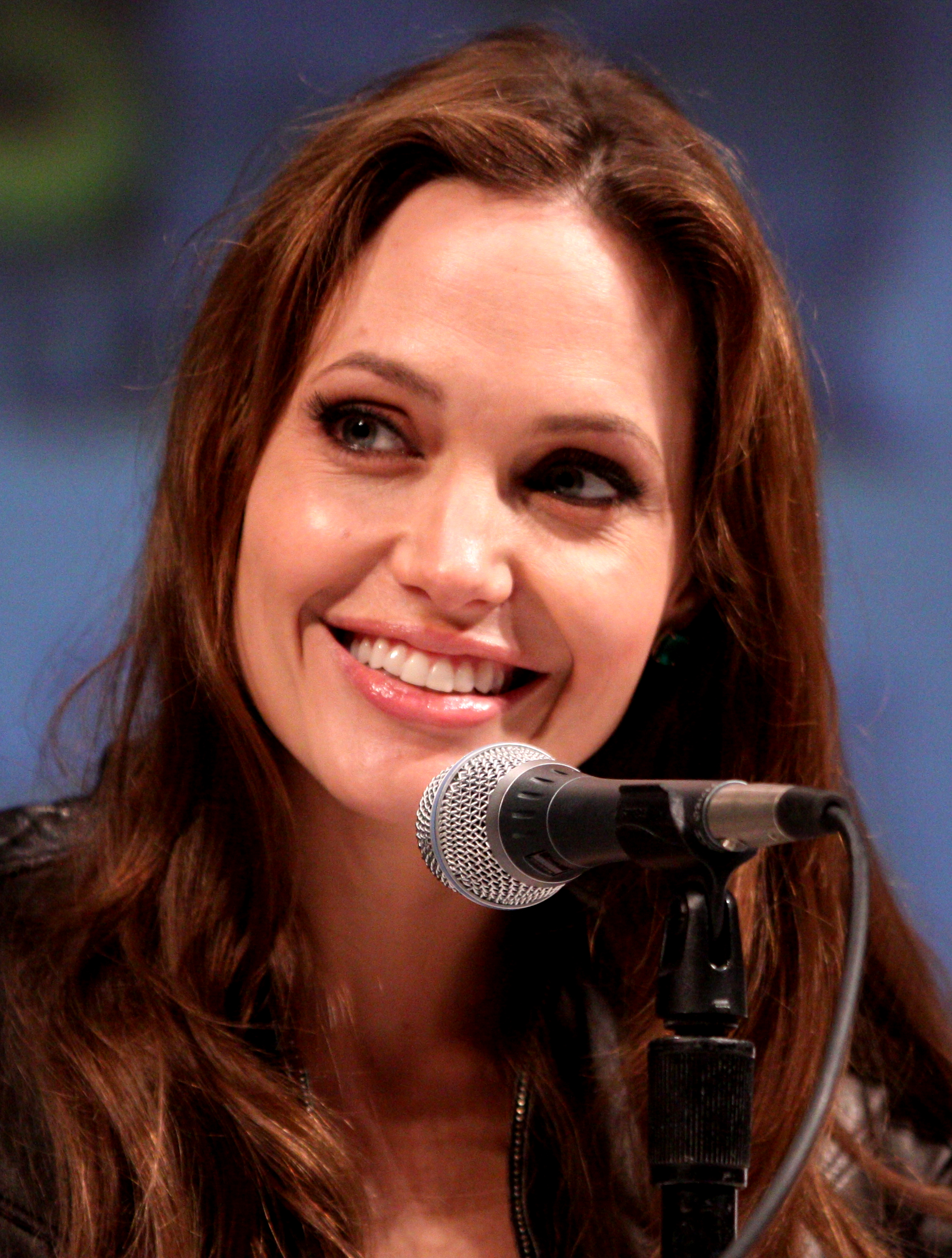
Angelina Jolie (en la imagen) interpretó el rol de Lisa.

Es por esto, y su conducta agresiva en general, que es considerada como la villana de la película. Sin embargo, se puede ver como sus acciones provocan un aprendizaje en Susanna mientras permanece en Claymore, haciendo de su rol un elemento en partes negativo, pero también positivo.

### Interpretación
El personaje fue interpretado por la actriz Angelina Jolie. La actuación de Jolie obtuvo grandes elogios por parte de la crítica, y fue nominada en los Premios Óscar, los Globos de Oro, y los Premios del Sindicato de Actores.

### Premios Óscar
| Año  | Categoría               | Persona        | Resultado |
| ---- | ----------------------- | -------------- | --------- |
| 2000 | Mejor Actriz de Reparto | Angelina Jolie | Ganadora  |

### Premios Globo de Oro
| Año  | Categoría               | Persona        | Resultado |
| ---- | ----------------------- | -------------- | --------- |
| 2000 | Mejor Actriz de Reparto | Angelina Jolie | Ganadora  |

### Premios del Sindicato de Actores
| Año  | Categoría               | Persona        | Resultado |
| ---- | ----------------------- | -------------- | --------- |
| 2000 | Mejor Actriz de Reparto | Angelina Jolie | Ganadora  |

### Citas
- "¿Dónde está Jamie? ¿Dónde está Jamie? (...) Oh, ustedes son todos débiles, son unos malditos débiles".

- ”Un consejo: ¡No apuntes con tu maldito dedo a la gente loca!”.[3]

- "En este mundo, las apariencias lo son todo".[4]

- ”¿Tú le llamas a esto una vida? Tomando el dinero de papi, comprando carritos y chucherías. Y comiendo su maldito pollo, engordando como una maldita vaquilla. Cambiaste el escenario, pero no la maldita situación”.

- "Dime que tú no vas a tomar esa hoja, arrastrarla sobre tu piel y rogar por coraje, para poder presionarla. Dime cómo tu papi te ayuda a enfrentar eso."

- "Estoy haciendo de villana, cariño. Tal como tú quieres".